# Емерджентна еволюція
Емерджентна еволюція — ідеалістична теорія розвитку, метафізична концепція, відповідно до якої речі виникають з основи світу, що складається з «точок» простору-часу, і за допомогою емерджентної (від лат. Emergere — виникати) еволюції сходять на все більш високі щаблі, оскільки наділяються дедалі більшим числом якостей.
Концепцію емерджентної еволюції як філософський напрямок слід відрізняти, з одного боку, від сукупності еволюційних гіпотез та концепцій, які використовуються в науках, а з іншого — від різних форм філософського еволюціонізму, насамперед натуралістського, матеріалістичного і біологічного характеру. При цьому маються на увазі і ті наукові і філософські концепції, де в тій чи іншій формі використовується «емерджентизм». Головними представниками є К. Л. Морган (1852—1936) і С. Александер.
Емерджентну еволюцію можна розглядати як різновид філософії процесу, яка вважає час і зміни основними категоріями метафізичного розуміння, а процес — основною категорією онтологічного опису. Процеси носять більш фундаментальний характер, ніж речі. Згідно з концепцією емерджентної еволюції, розвиток не тільки являє собою ряд постійних підвищень (збільшень), якщо дивитися з точки зору результату, але і, крім того, веде до виникнення абсолютно нових закономірностей і рядів розвитку, що виникають внаслідок емерджентності процесу. А тому будь-який психічний об'єкт є одночасно і фізичним, то й свідомість належить до еволюційного висхідному розвитку, яке як ціле вказує на Бога і на божественний план світу. Бог є вища мета еволюційного процесу. Бог, як і всі, має фізичний і свідомий аспекти. Його тіло — все це простір-час, що включає всі кінцеві сущі. Бог в процесі емерджентної еволюції Всесвіту рухається до Божества як якоїсь вічної мети. Всесвіт спрямований до реалізації можливостей, що містяться в Божестві, але світовий процес ніколи не реалізує всіх можливостей, тобто не стає Божеством в повній мірі.
Набула поширення в англо-американській філософії, особливо серед представників  неореалізму.
Основні представники:
- Семюел Александер,
- Конві Ллойд-Морган,
- Чарлі Данбар Броуд.

Теорія емерджентної еволюції виникла в 20-х роках XX століття на противагу матеріалістичній  діалектиці.
Її мета — ідеалістично тлумачити стрибкуватість розвитку, виникнення нового.